# Jubilación... ¡a los noventa!
Jubilación... ¡a los noventa! es una historieta de la serie de Mortadelo y Filemón creada en el año 2011 por el historietista español Francisco Ibáñez.

## Trayectoria editorial
Comenzó a publicarse en formato álbum en el número 146 de Magos del Humor en el 2011 a un precio de 11,99 euros por unidad y en formato OLÉ a 4 euros la unidad.

## Argumento
Debido a la crisis económica, el Gobierno está pensando retrasar la edad de jubilación hasta los noventa años. Para que los trabajadores puedan conservar sus facultades hasta esa edad, el profesor Bacterio ha ideado una fórmula para potenciar sus capacidades físicas e intelectuales. Como es de esperar, la fórmula en realidad hace que todo el que se la toma quede en un estado lamentable. Lo malo es que Bacterio ya la ha probado con personas, por lo que Mortadelo y Filemón deberán escoltar a los damnificados para evitar que demanden a la T.I.A.. Entre los perjudicados se encuentran Rompetechos y el propio Bacterio.

## Comentarios
La historieta hace referencia al retraso de la edad de jubilación en España de los 65 a los 67 años. En este álbum aparece por primera vez una caricatura del político español Alfredo Pérez Rubalcaba, aunque no se dice su nombre, sino que los personajes se refieren a él como "Vicemandón del Gobierno".

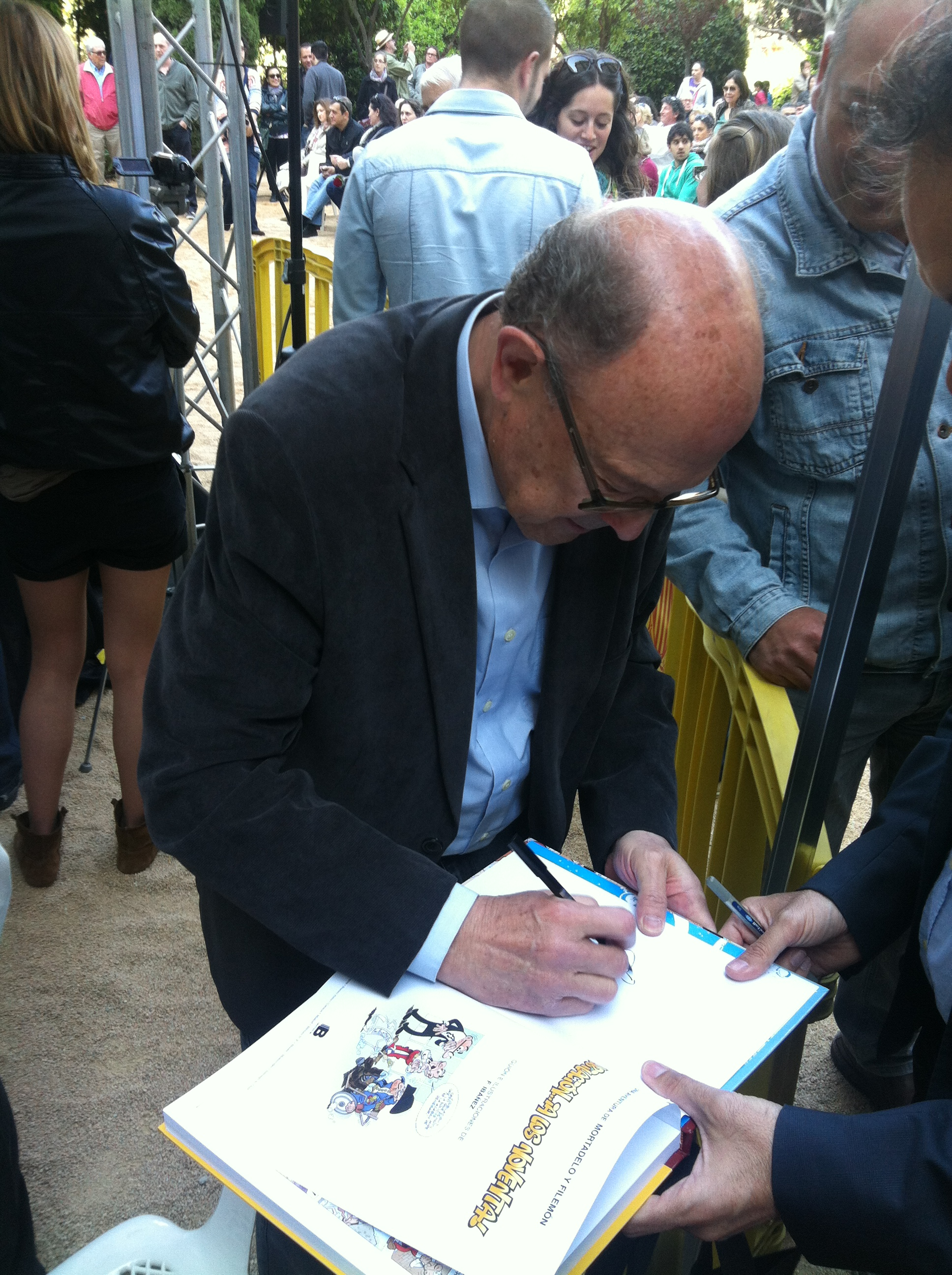
Ibáñez con un ejemplar del álbum en la edición del 2013 de la Diada.

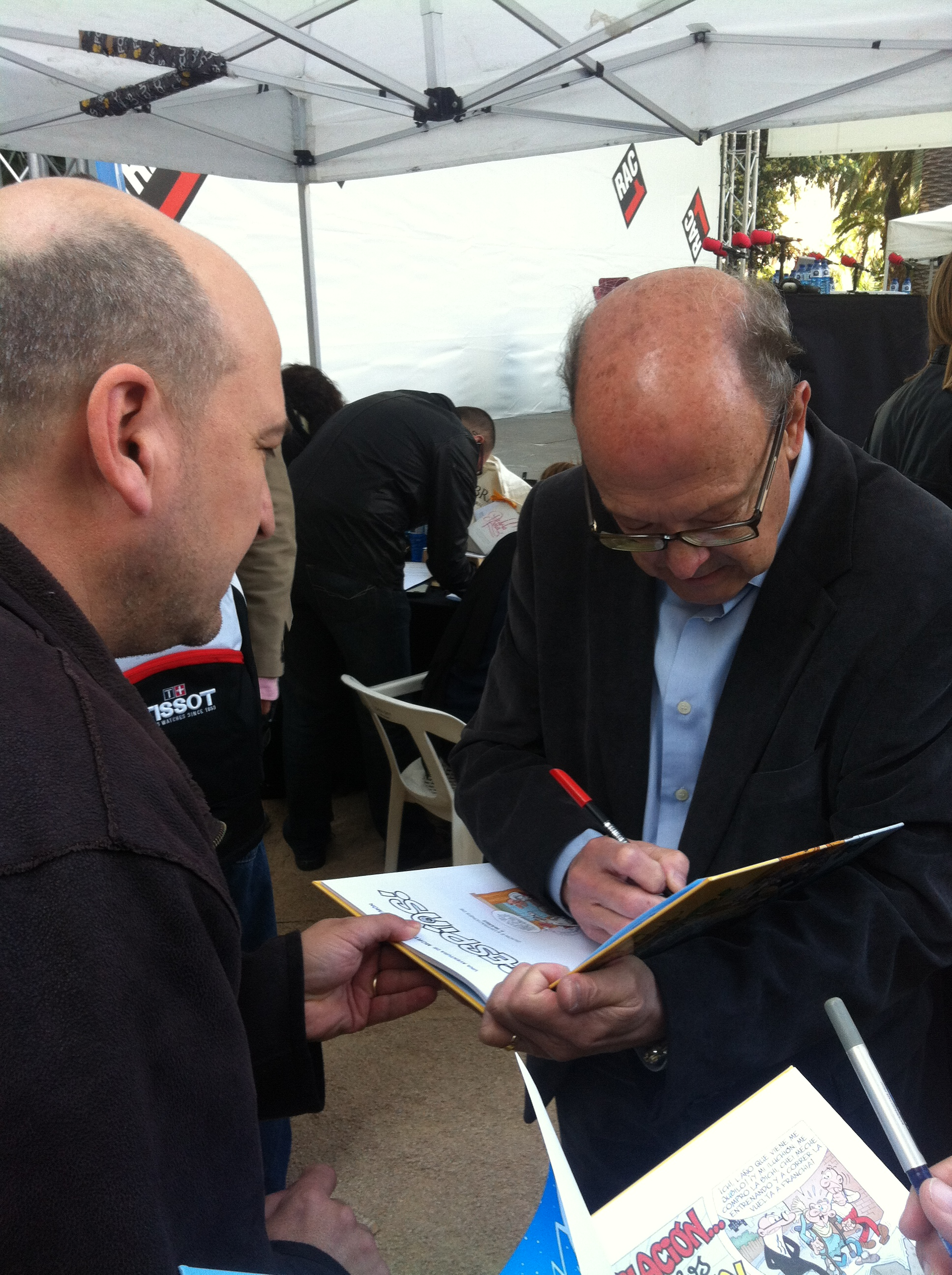
Ibáñez con un ejemplar de ¡Espías! en la misma ocasión.Se ve también un ejemplar de Jubilación... ¡a los noventa!